# Cyrus Faryar
Cyrus Faryar (Teheran, 26 febbraio 1936) è un chitarrista e compositore iraniano naturalizzato statunitense, conosciuto per essere stato membro di band quali Delaney and Bonnie e The Christmas Spirit, nonché per aver fatto parte della band solista di Cass Elliot.

## Biografia
Faryar nacque a Teheran, Iran. Lui e la sua famiglia hanno vissuto in Gran Bretagna per diversi anni prima di trasferirsi alle Hawaii, dove era un amico d'infanzia del cantante folk Dave Guard. Frequentò la Punahou School, diplomandosi nel 1953. Ha frequentato l'Università delle Hawaii nella Manoa Valley, ma ha abbandonato gli studi prima di ottenere la laurea.
Dopo essersi diplomato al liceo e aver frequentato il college, è stato coinvolto nell'industria dell'intrattenimento, aprendo la prima caffetteria alle Hawaii. Nel 1957, gli interessi d'avanguardia di Faryar lo portarono a fondare una caffetteria in stile "beat" a Honolulu. La caffetteria Greensleeves di Faryar era, come quelle rese popolari per la prima volta dalla beat generation di San Francisco nella sezione di Broadway della città, un luogo di ritrovo per musicisti, poeti e scrittori locali.
Nel 1963 Faryar si trasferì a San Diego per esibirsi con altri musicisti folk. Dopo il suo periodo a San Diego, Faryar tornò alle Hawaii, dove aiutò a formare il Modern Folk Quartet, e produsse due dischi nel suo eclettico stile folk rock.
Faryar pubblicò inoltre tre album come solista.

## Discografia

### Solista
- 1967 - The Zodiac: Cosmic Sounds
- 1971 - Cyrus
- 1973 - Islands

### Modern Folk Quartet
- 1963 - The Modern Folk Quartet
- 1964 - Changes (1964)
- 1985 - Moonlight Seranade (1985)
- 1990 - Bamboo Saloon (1990)

### Con i Christmas Spirit
- 1968 - Christmas is My time of Year

### Collaborazioni
- 1975 - Then Higher They Climb, The Harder They Fall - David Cassidy